# Воја Радић
Војислав Воја Радић (Доње Коњувце, код Лесковца, 4. август 1902 — Београд, 13. јул 1971), учесник Народноослободилачке борбе, генерал-мајор ЈНА и народни херој Југославије.

## Биографија
Рођен је 4. августаа 1902. године у селу Доње Коњувце, код Лесковца. Због отпочињања Првог балканског рата, 1912. године, није успео да заврши основну школу. После завршетка Првог светског рата, изучио је металски занат и као млади радник, пришао је радничком покрету.
Пошто је учествовао у једном штрајку, у Фабрици сита у Београду, отпуштен с посла. Потом је прешао да ради у Крагујевац, и био још активнији у раду радничких организација и извођењу акција. Године 1933. постао је председник Удружења металских радника Крагујевца. Због своје активности у радничком покрету, почетком 1940. године примљен је у чланство Комунистичке партије Југославије (КПЈ).

### Народноослободилачка борба
После окупације Краљевине Југославије, 1941. године, активно је учествовао у припремама за дизање устанка у Крагујевцу и околини. Био је у једној од 15 десетина које су, још пре напада Немачке на Совјетски Савез (22. јуна), извеле низ диверзантских акција и саботажа (сечење телефонских стубова, скидање и окретање у погрешном правцу путоказа и др). По одлуци партијске организације Војно-техничког завода, борбене десетине су, у ноћи између 6. и 7. августа 1941. године, запалиле сењак и седларницу у фабрици оружја, а требало је да још возом изнесу оружје за Крагујевачки партизански одред. Акција је добро почела, али када је требало покренути воз, неки учесници су се поколебали, па акција није до краја успела. Немци су извршили многа хапшења, па је, поред осталих, и Воја ухапшен. Успео је да побегне из затвора и ступио у Крагујевачки партизански одред, августа 1941. године.
У Крагујевачком партизанском одреду био је командир Прве чете, са којом је извео бројне акције на терену Кнића и Леваца. Његова чета уништила је све уређаје на железничким станицама дуж пруге Крагујевац-Краљево. Посебно се истакао приликом напада његове чете на железничку станицу у Крагујевцу, 29. септембра 1941. године, када су уништени сви уређаји и убијено више Немаца.
После Прве непријатељске офанзиве повукао се с главнином партизанских снага за Санџак и учествовао у формирању Прве пролетерске ударне бригаде, 21. децембра 1941. године у Рудом, када је постао заменик команданта Трећег (крагујевачког) батаљона. Године 1942, постао је обавјештајни официр у Првој пролетерској бригади, а септембра 1943, командант Првог тенковског батаљона Прве пролетерске дивизије.
Крајем 1943. године упућен је, с још 96 бораца, најпре у Италију, а позом у Египат, где су обучавани у руковању оружјем које је Народноослободилачка војска Југославије требало да добије од Савезника. У Египту је нашао велики број војника и официра бивше Југославенске краљевске војске, и знатан број Словенаца, који су били заробљени као италијански војници. Радић је међу њима одмах развио врло интензиван политички рад, објашњавајући им стање у Југославији и циљеве Народноослободилачкког покрета (НОП). Највећи број тих људи приступио је НОП-у, и Воја Радић се вратио на ослобођену територију Југославије с 3.000 нових бораца.
После повратка из Египта, примио га је Врховни командант НОВ и ПОЈ маршал Јосип Броз Тито, и саопштио му да је одређен да иде у Совјетски Савез, због пријема тенкова за НОВЈ. Преко Барија и Бесарабије, Воја је стигао у Москву, а затим се, с тенковском јединицом која је била под његовом командом, преко Румуније и Бугарске, вратио у Југославију и прикључио завршним борбама за ослобођење земље.
Од августа 1944. био је командант Прве тенковске бригаде, а марта 1945. године постављен је за команданта Друге тенковске бригаде. Његова тенковска бригада дала је врло велики допринос пробоју Сремског фронта, 12. априла 1945. године.

### Послератни период
После ослобођења Југославије, био је директор фабрике „Црвена застава“ у Крагујевцу, а пензионисан је, новембра 1956. године, због болести, у чину генерал-мајора ЈНА. Биран је за народног посланика Народне скупштине НР Србије и Савезне народне скупштине, у више сазива.
Умро је 13. јула 1971. године у Београду, и сахрањен у Алеји народних хероја на Новом гробљу у Београду.
Носилац је Партизанске споменице 1941. и других страних и југословенских одликовања, међу којима су — Орден братства и јединства са златним венцем, Орден партизанске звезде са сребрним венцем, Орден заслуга за народ са сребрном звездом и два Ордена за храброст. Од иностраних одликовања, истиче се совјетски Орден отаџбинског рата другог степена. Орденом народног хероја одликован је 27. новембра 1953. године.